# Abonent
Abonent je slovo francouzského původu a znamená předplatitel, odběratel.
Abonent je osoba, jež si předplatí na určité období nějaké služby (telekomunikace), místo v kulturním či sportovním zařízení nebo pravidelnou dodávku tiskovin do místa bydliště či pracoviště.